# Dagonotus discolor
Dagonotus discolor är en insektsart som beskrevs av Capener 1972. Dagonotus discolor ingår i släktet Dagonotus och familjen hornstritar. Inga underarter finns listade i Catalogue of Life.